# 潮骚

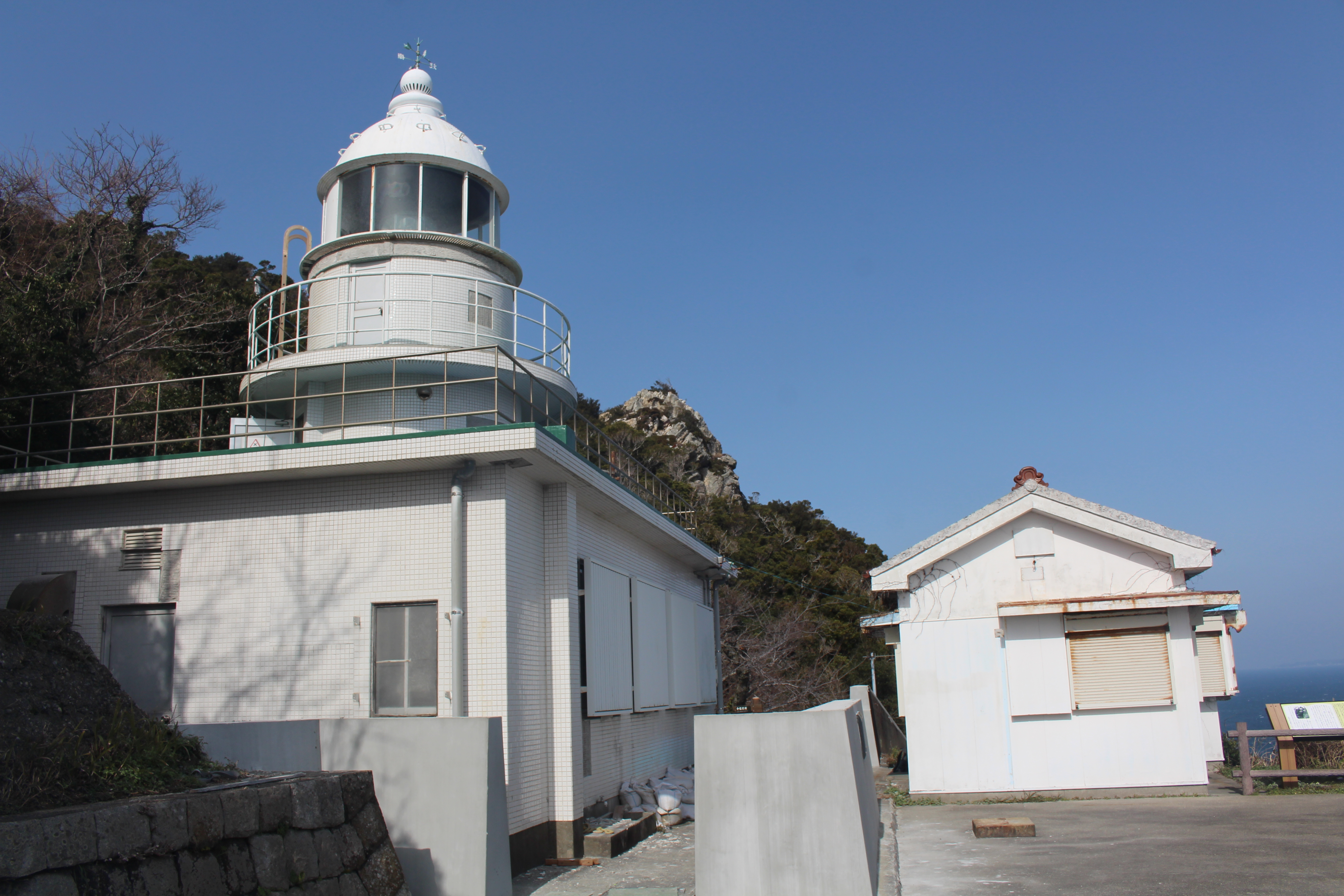
神島灯塔

《潮騷》（しおさい）是日本作家三島由紀夫的代表作之一。作者於1953年3月與8月先後兩度前往神島旅行，9月開始執筆創作，在1954年發表，曾獲第一屆新潮社文學獎。潮騷意思是潮水拍擊岸邊的波浪聲（亦即「潮聲」），三島在寫稿的前一年曾經去希臘，「潮騷」是雅典的歷史小說「塔夫尼斯與克蘿婀」的現代版。

## 故事情節
三重縣鳥羽市的歌島（今神島）有一位窮苦漁夫久保新治，出海打魚歸來，在岸邊發現一位陌生的女孩，在落日餘暉中顯得分外光彩照人，後來得知她是歌島富商宮田照吉寄養在外地的女兒宮田初江。另一個角色富家子弟川本安夫，自恃名門望族出身，亦對初江動情，並到處傳播流言。燈塔主任夫人是千代子的母親，生活無聊，為島上女孩講授禮儀課，初江也報名參加。有一天初江在上課時迷路，幸遇新治指點迷津，兩人意外的相逢，創造了彼此敞開心扉的机會。幾天後，新治剛拿到的薪水不慎遺失，恰巧初江撿到了工資送到他家，知道他去了海邊，又折回海邊尋找新治，兩人在海邊相遇，他們在黑暗處擁抱接吻，互訴款曲，並相約下次的見面。不久，在一個大雨滂沱的日子，新治來到哨所燃起篝火取暖，忽然進入夢鄉，朦朧中看到初江全身赤裸的在烤著被雨水淋濕了的衣裙。初江動情同新治戲謔，但沒發生關係；在回家的路上，他們依偎親昵，東京歸來的千代子看在眼中，心生妒火，把事情告知富家子弟川本安夫。後來這個消息不脛而走，閒言傳入照吉耳中，他怒不可遏，嚴禁初江外出，二人被隔絕起來。新治的母親看到自己儿子心裡痛苦，便到宮田家求婚，結果自然是碰壁而歸。後來千代子的母親燈塔主任夫人去宮田家說情，這次出人意料，照吉主動表示同意這樁親事，並且對新治贊不絕口。他說：“男人需要的是魄力，門第和財產倒是次要的。”於是久保新治跟初江有情人終成眷屬。

## 外章
《潮騷》是三島由紀夫最常搬上銀幕的一部作品，許多知名的日本女演員青山京子、若尾文子、松尾嘉代、山口百惠、澤口靖子都演過初江的角色。1975年搬上銀幕，由三浦友和與山口百惠主演，這部電影的導演西河克己曾透露當年拍《潮騷》時山口百惠常常一早到現場，他還取笑地問百惠是否想早點見三浦友和，想不到兩人後來真的結婚了。這部小說成為當年的暢銷書，還引發一股命名熱，許多女孩都叫「初江」。

## 改編電影
潮骚過去在日本曾經五度被拍成電影。
|            | 第1作                | 第2作      | 第3作        | 第4作            | 第5作      |
| 公開年     | 1954年               | 1964年     | 1971年       | 1975年           | 1985年     |
| 制作会社   | 東宝                 | 日活       | 東宝         | 東宝             | 東宝       |
| 監督       | 谷口千吉             | 森永健次郎 | 森谷司郎     | 西河克己         | 小谷承靖   |
| 脚本       | 谷口千吉・中村真一郎 |            |              | 須崎勝弥         | 剣持亘     |
| 制作       |                      |            |              | 堀威夫・笹井英男 | 笹井英男   |
| 配役       | 演員                 | 演員       | 演員         | 演員             | 演員       |
| 久保新治   | 久保明               | 浜田光夫   | 朝比奈逸人   | 三浦友和         | 鶴見辰吾   |
| 宮田初江   | 青山京子             | 吉永小百合 | 小野里みどり | 山口百恵         | 堀ちえみ   |
| 宮田照吉   | 上田吉二郎           | 石山健二郎 |              | 中村竹弥         |            |
| 久保とみ   | 沢村貞子             | 清川虹子   |              | 初井言栄         |            |
| 灯台長     | 加東大介             | 清水将夫   | 桑山正一     | 有島一郎         | 神山繁     |
| 灯台長の妻 | 三戸部スエ           | 原恵子     | 斎藤美和     | 津島恵子         | 岩崎加根子 |
| 船長       | 三船敏郎             |            |              | 青木義朗         | 室田日出男 |